# Hypogymnia
Гіпогімнія (Hypogymnia) — рід лишайників родини Parmeliaceae. Назва вперше опублікована 1896 року.
Широко розповсюджений вид Гіпогімнія вздута (Hypogymnia physodes), росте на корі дерев і стовпах огорож по всій Європі.

## Галерея

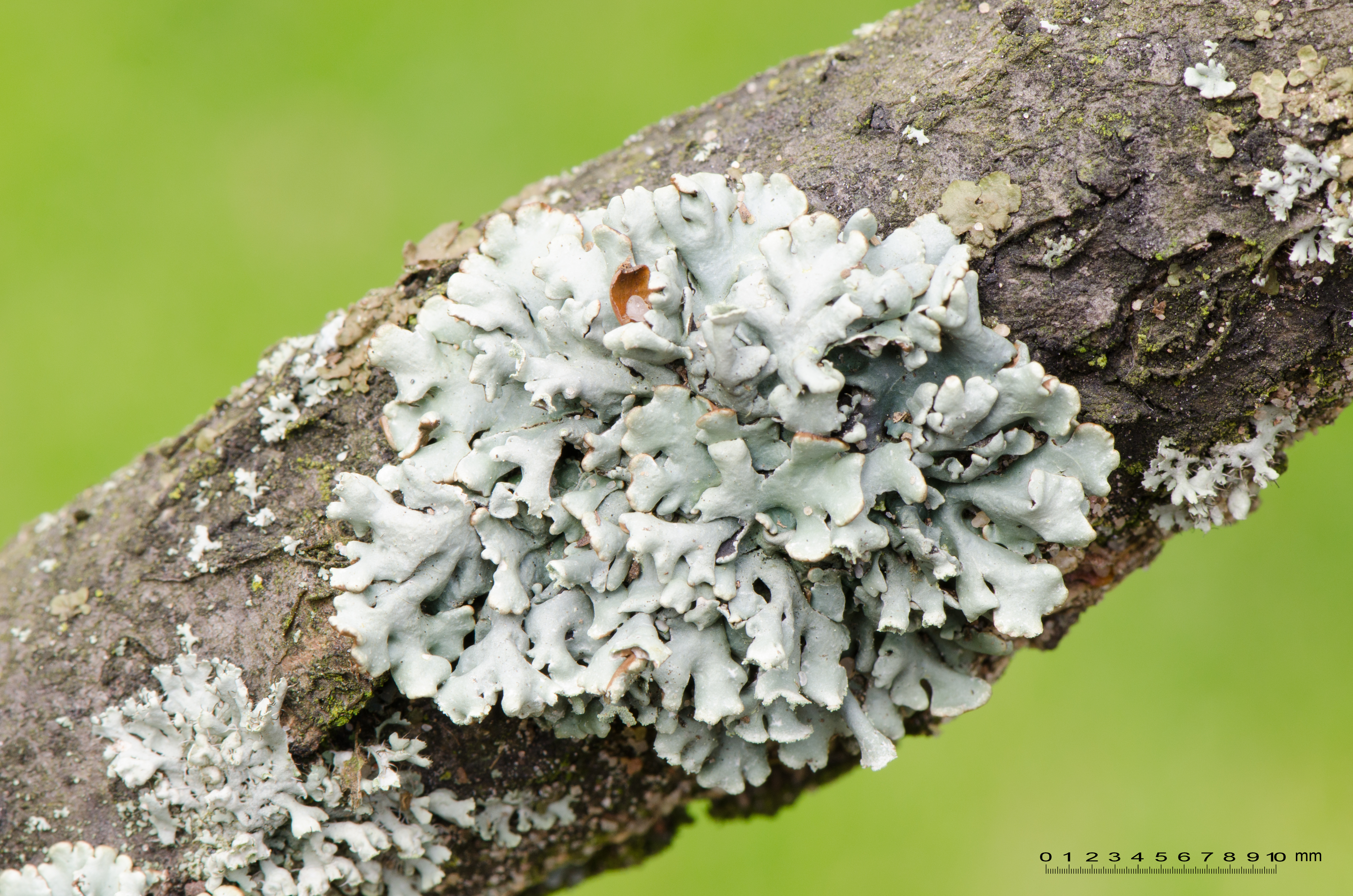
Hypogymnia physodes
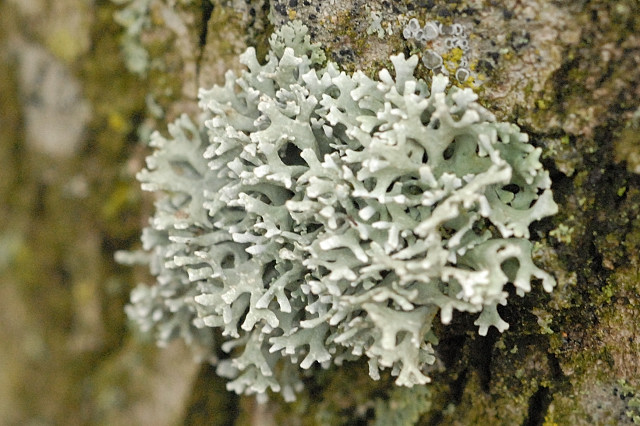
Hypogymnia tubulosa
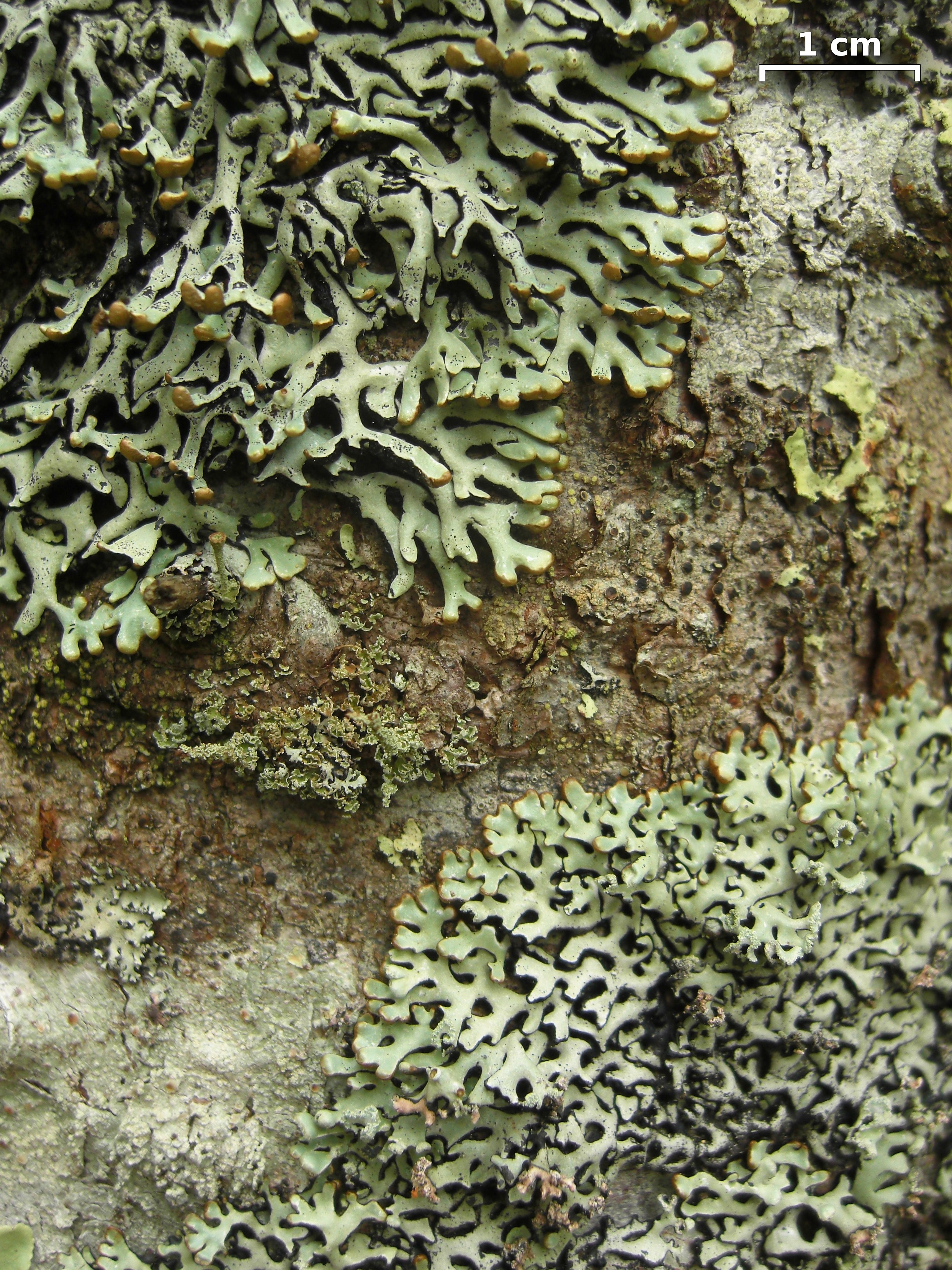
Hypogymnia krogiae